# Jurica Jerković
Jurica Jerković (* 25. Februar 1950 in Split, seinerzeit: SFR Jugoslawien, heute Kroatien; † 3. Juni 2019), eigentlicher Vorname Jure, war ein jugoslawischer Fußballspieler.
Der Mittelfeldspieler gehörte zur „goldenen Generation“ (kroat. zlatna generacija) der 1970er Jahre des Vereins Hajduk Split.

## Karriere
Erstmals spielte er in der Saison 1968/69 für Hajduk in der ersten jugoslawischen Liga und wurde mit den „Weißen“ in den folgenden Jahren dreimal jugoslawischer Meister und gewann fünfmal den jugoslawischen Pokal. 1978 wechselte er zum FC Zürich in die Schweiz, wo er Conny Torstensson ersetzte, und wurde dort einmal Schweizer Meister und dreimal zum besten ausländischen Fussballer in der Schweiz gewählt. 1985 wechselte er ins Tessin zum FC Lugano, um in der zweitklassigen Nationalliga B seine Karriere ausklingen zu lassen.
Für die Nationalmannschaft Jugoslawiens debütierte Jerković am 12. April 1970 in Belgrad gegen Ungarn, als er in der Pause eingewechselt wurde. Er spielte bei der Weltmeisterschaft 1974 in Deutschland und bei der Europameisterschaftsendrunde 1976 in Jugoslawien. Außerdem gehörte er bei der Weltmeisterschaft 1982 zum Kader Jugoslawiens, wurde jedoch nicht eingesetzt.
Insgesamt absolvierte er 43 Spiele für Jugoslawien und erzielte dabei sechs Tore.

## Erfolge
- Jugoslawischer Meister: 1971, 1974 und 1975
- Jugoslawischer Pokalsieger: 1972, 1973, 1974, 1976 und 1977
- Schweizer Meister: 1981
- Ausländischer Fussballer des Jahres (Schweiz): 1979, 1982 und 1983